# Pound (Virgínia)
Pound és una població dels Estats Units a l'estat de Virgínia. Segons el cens del 2000 tenia 1.089 habitants.

## Demografia
Segons el cens del 2000, Pound tenia 1.089 habitants, 455 habitatges, i 322 famílies. La densitat de població era de 161,1 habitants per km².
Dels 455 habitatges en un 31,2% hi vivien nens de menys de 18 anys, en un 52,5% hi vivien parelles casades, en un 15,8% dones solteres, i en un 29,2% no eren unitats familiars. En el 25,9% dels habitatges hi vivien persones soles el 14,3% de les quals corresponia a persones de 65 anys o més que vivien soles. El nombre mitjà de persones vivint en cada habitatge era de 2,39 i el nombre mitjà de persones que vivien en cada família era de 2,88.
Per edats la població es repartia de la següent manera: un 24% tenia menys de 18 anys, un 8,8% entre 18 i 24, un 29,8% entre 25 i 44, un 21,5% de 45 a 60 i un 16% 65 anys o més.
L'edat mediana era de 39 anys. Per cada 100 dones de 18 o més anys hi havia 80,8 homes.
La renda mediana per habitatge era de 29.107$ i la renda mediana per família de 33.688$. Els homes tenien una renda mediana de 32.065$ mentre que les dones 22.143$. La renda per capita de la població era de 14.375$. Entorn del 19,4% de les famílies i el 23% de la població estaven per davall del llindar de pobresa.

## Poblacions més properes
El següent diagrama mostra les poblacions més properes.